# ミッキー・マッケンジー
ミッキー・マッケンジー（Miki McKenzie、1959年 - ）は、アメリカ国籍の元ハリウッド女優。

## 来歴・人物
ハリウッドで女優としてデビュー。その後来日し、テレビドラマ『熱中時代・刑事編』（日本テレビ）に出演した。
ドラマ終了後、共演した水谷豊と1982年に結婚したが、1986年に離婚。1993年にゴルフインストラクターのトッド・ハワードと再婚。その後に養子を2人迎えており、アリゾナ州に在住している。
特技は学生時代にやっていた器械体操で、『熱中時代・刑事編』でもバク転、バク宙を披露している。

## 出演

### 映画
- 怒りの湖底怪獣/ネッシーの大逆襲（1981年）

### テレビドラマ
- 熱中時代・刑事編（1979年、日本テレビ）

## 著書
- 愛 今も私は「熱中時代」1999年、光人社、ISBN 4-7698-0942-5